# Beerlao
Beerlao (tiếng Lào: ເບຍລາວ) còn gọi thông dụng là bia Lào là tên gọi của một số loại bia (lager, bia nhẹ và bia đen) do công ty Công ty Lao Brewery sản xuất, có trụ sở ở thủ đô Viêng Chăn, Lào. Loại bia này được làm từ loại gạo thơm hoa lài được trồng ở địa phương; hoa bia và nấm men được nhập từ Đức. Beerlao nguyên bản (5% Alc./Vol.) được đóng trong các chai 330 ml và 640 ml hoặc lon 330 ml. Loại bia này có mặt khắp nơi tại Lào và trong các nhà hàng kiểu tây ở Campuchia. Nó cũng hiện diện ngày càng nhiều trong các quán bar của Thái Lan.

## Xuất khẩu
Beerlao hiện đang được xuất khẩu sang Vương quốc Anh và một số nước khác như Mỹ, Canada, Úc, New Zealand, Hàn Quốc, Ai-len, Nhật Bản, Việt Nam, Campuchia, Pháp, Thái Lan, Đan Mạch, Hồng Kông và Ma Cao, Thụy Sĩ, Trung Quốc, Singapore và Hà Lan. Loại bia này được miễn thuế tại hầu hết các cửa khẩu biên giới Lào, đặc biệt là Thái Lan, nơi đây nó thường được định giá bằng đồng baht Thái Lan (khoảng 20 baht cho mỗi hộp, như năm 2006).